# Villamayor de Monjardín
Villamayor de Monjardín è un comune spagnolo di 134 abitanti situato nella comunità autonoma della Navarra.

## Edifici storici civili e religiosi
- Chiesa di San Andrés Apóstol
- Santa Cruz de Monjardin
- Castello de San Esteban de Deyo o Castello de Monjardín (rovine), sull'alto della collina sovrastante